# Satakunnansilta
Satakunnansilta (en français : pont du Satakunta) est un pont dans le quartier de Kyttälä du centre de Tampere en Finlande

## Présentation
Le pont du Satakunta traverse Tammerkoski au nord deu pont Hämeensilta. 
Le pont fait partie de Satakunnankatu et est utilisé à la fois par la circulation automobile et par les piétons.
Le pont de Satakunta a été conçu par l'ingénieur Karl Snellman et construit entre 1897 et 1900 puis mis en service le 9 octobre 1900,. 
Le pont est un pont en arc en pierre à 6 arches avec une portée de 17 mètres. 
Le pont mesure 11,75 mètres de large et a une longueur totale de 112,6 mètres.

## Vues

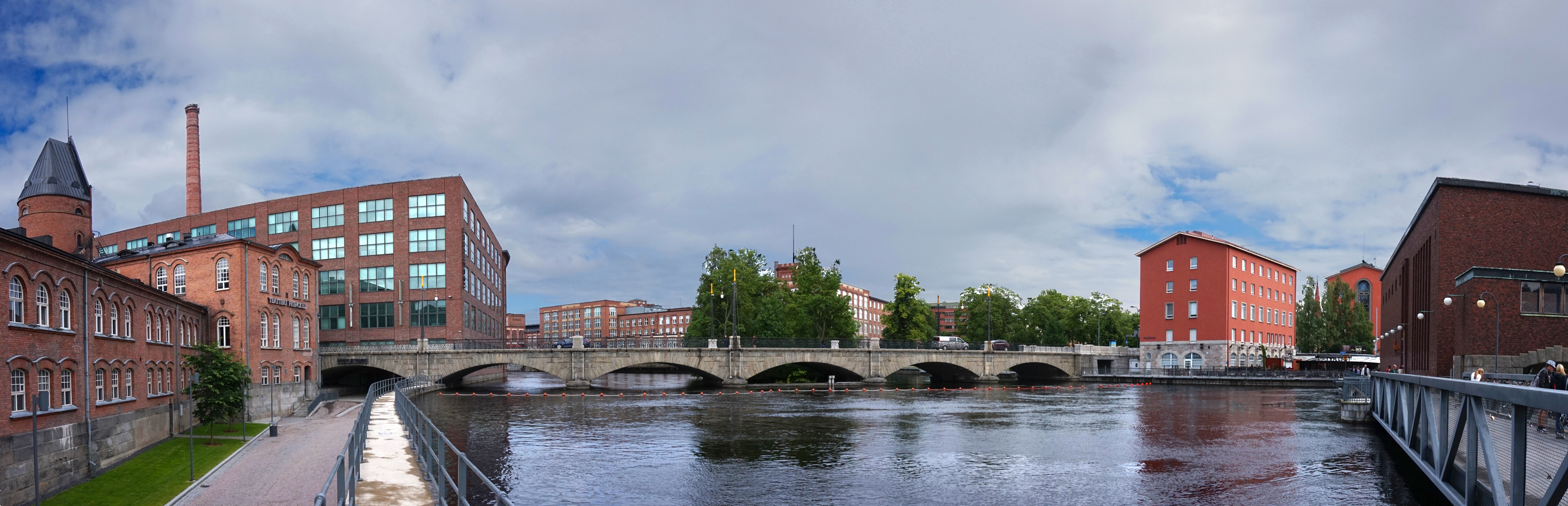